# Mike Tomlin
Pour les articles homonymes, voir Tomlin.
Mike Tomlin, né le 15 mars 1972 à Hampton (Virginie) aux États-Unis, est un entraîneur professionnel de football américain.

## Biographie

### Carrière de joueur
Il joue durant ses études pendant trois saisons au poste de wide receiver au sein du Collège de William et Mary entre 1990 et 1994. À la fin de sa carrière, il totalise 101 réceptions de passe pour 2 046 yards courus et un record de vingt touchdown rattrapés. Il établit un record d'équipe avec une moyenne de 20,2 yards parcourus par passe attrapée.

### Carrière d'entraîneur
Il devient entraîneur pour la première fois en 1995, en devenant l'entraîneur des wide receiver au sein de l'institut militaire de Virginie : Virginia Military Institut. Il occupe le poste une saison puis rejoint l'équipe des entraîneurs de l'université de Memphis.
Il fait parler de lui à un niveau important en 2001, alors qu'il signe pour les Buccaneers de Tampa Bay de la National Football League (NFL). Responsable du secteur défensif de l'équipe, il va aider son équipe à dominer la NFL avec le plus petit total de yards concédés et également à remporter le Super Bowl XXXVII. En 2006, il est choisi par Brad Childress, entraîneur des Vikings du Minnesota pour être son responsable du secteur défensif. Il est alors âgé de 34 ans et deux des joueurs qu'il dirige sont plus âgés que lui.
À l'issue de la saison NFL 2006, le 22 janvier 2007 il remplace Bill Cowher en tant qu'entraîneur des Steelers de Pittsburgh, poste qu'il occupe toujours. Il est alors le premier entraîneur Afro-Américain de l'histoire des Steelers et le seizième de l'histoire de la franchise. Encore, une fois, il met en application son jeu défensif et son équipe finit à la première place des défenses de la ligue mais la saison 2007 va se terminer au premier tour des play-offs.
En remportant le Super Bowl XLIII, il était le plus jeune entraîneur principal vainqueur à l'âge de 36 ans, depuis ce record a été battu par Sean McVay des Rams de Los Angeles lors du Super Bowl LVI.

## Statistiques
| Équipe                 | Saison          | Saison régulière | Saison régulière | Saison régulière | Saison régulière | Saison régulière | Phase finale | Phase finale | Phase finale | Phase finale                                                                   |
| Équipe                 | Saison          | G                | P                | N                | % victoires      | Classement       | G            | P            | % victoires  | Résultat                                                                       |
| ---------------------- | --------------- | ---------------- | ---------------- | ---------------- | ---------------- | ---------------- | ------------ | ------------ | ------------ | ------------------------------------------------------------------------------ |
| Steelers de Pittsburgh | 2007            | 10               | 6                | 0                | 62,5             | 1er AFC Nord     | 0            | 1            | 0            | Défaite contre les Jaguars de Jacksonville en barrage                          |
| Steelers de Pittsburgh | 2008            | 12               | 4                | 0                | 75               | 1er AFC Nord     | 3            | 0            | 100          | Victoire au Super Bowl XLIX contre les Cardinals de l'Arizona                  |
| Steelers de Pittsburgh | 2009            | 9                | 7                | 0                | 56,3             | 3e AFC Nord      | —            | —            | —            | —                                                                              |
| Steelers de Pittsburgh | 2010            | 12               | 4                | 0                | 75               | 1er AFC Nord     | 2            | 1            | 66,7         | Défaite au Super Bowl XLV contre les Packers de Green Bay                      |
| Steelers de Pittsburgh | 2011            | 12               | 4                | 0                | 75               | 2e AFC Nord      | 0            | 1            | 0            | Défaite contre les Broncos de Denver en barrage                                |
| Steelers de Pittsburgh | 2012            | 8                | 8                | 0                | 50               | 3e AFC Nord      | —            | —            | —            | —                                                                              |
| Steelers de Pittsburgh | 2013            | 8                | 8                | 0                | 50               | 2e AFC Nord      | —            | —            | —            | —                                                                              |
| Steelers de Pittsburgh | 2014            | 11               | 5                | 0                | 68,8             | 1er AFC Nord     | 0            | 1            | 0            | Défaite contre les Ravens de Baltimore en barrage                              |
| Steelers de Pittsburgh | 2015            | 10               | 6                | 0                | 62,5             | 2e AFC Nord      | 1            | 1            | 50           | Défaite contre les Broncos de Denver en finale de division                     |
| Steelers de Pittsburgh | 2016            | 11               | 5                | 0                | 68,8             | 1er AFC Nord     | 2            | 1            | 66,7         | Défaite contre les Patriots de la Nouvelle-Angleterre en finalde de conférence |
| Steelers de Pittsburgh | 2017            | 13               | 3                | 0                | 81,3             | 1er AFC Nord     | 0            | 1            | 0            | Défaite contre les Jaguars de Jacksonville en finale de division               |
| Steelers de Pittsburgh | 2018            | 9                | 6                | 1                | 59,4             | 2e AFC Nord      | —            | —            | —            | —                                                                              |
| Steelers de Pittsburgh | 2019            | 8                | 8                | 0                | 50               | 2e AFC Nord      | —            | —            | —            | —                                                                              |
| Steelers de Pittsburgh | 2020            | 12               | 4                | 0                | 75               | 1er AFC Nord     | 0            | 1            | 0            | Défaite contre les Browns de Cleveland en barrage                              |
| Steelers de Pittsburgh | 2021            | 9                | 7                | 1                | 559              | 2e AFC Nord      | 0            | 1            | 0            | Défaite contre les Chiefs de Kansas City en barrage                            |
| Steelers de Pittsburgh | 2022            | 9                | 8                | 0                | 52,9             | 3e AFC Nord      | —            | —            | —            | —                                                                              |
| Steelers de Pittsburgh | 2023            | 10               | 7                | 0                | 58,8             | 3e AFC Nord      | 0            | 1            | 0            | Défaite contre les Bills de Buffalo en barrage                                 |
| Steelers de Pittsburgh | 2024            | 10               | 7                | 0                | 58,8             | 2e AFC Nord      | 0            | 1            | 0            | Défaite contre les Ravens de Baltimore en barrage                              |
| Steelers de Pittsburgh | Totaux Steelers | 183              | 107              | 2                | 63,2             |                  | 8            | 11           | 42,1         |                                                                                |